# Feuerwehrmuseum Nürnberg
Das Feuerwehrmuseum Nürnberg  zeigt in Nürnberg die Geschichte des deutschen Feuerlöschwesens.

## Überblick
Die Feuerwehr Nürnberg hat in den letzten Jahren eine bedeutende feuerwehrhistorische Sammlung aufgebaut und die Zeugnis aus allen Epochen dieser Entwicklung ablegt. Die Bestände reichen vom Signalhorn des Türmers, über die Wasserkufte und die ersten Löschfahrzeuge der Jahrhundertwende bis hin zu modernen Löschgeräten. Eine reich bestückte Uniformsammlung fehlt ebenso wenig, wie zahlreiche Modelle und Kleinexponate zur Feuerwehrgeschichte. Zu den ältesten Exponaten, in der rund 250 m² Ausstellungsfläche, gehören Stockspritzen und Urkunden aus dem 15. Jh. sowie ein Stück der ersten hölzernen Nürnberger Wasserleitung. Ergänzt wird das Ganze durch einen umfassenden Fundus historischen Quellenmaterials. Die Sammlung historischer Geräte befindet sich in der Feuerwache 3 (Jakobsplatz 20, 90402 Nürnberg) der Feuerwehr Nürnberg. Von 2012 bis zum Sommer 2013 erhielt das Feuerwehrmuseum in Nürnberg eine grundlegende Renovierung und Umgestaltung.
Die Sammlung kann jeden ersten Samstag im Monat von 13.00 Uhr bis 17.00 Uhr besichtigt werden. Für Gruppen werden Sonderführungen angeboten.

## Förderverein
In 2000 gründete sich der Förderverein Nürnberger Feuerwehr-Museum e. V., der sich als Ziel die Unterstützung der historischen Sammlung setzte. Der Förderverein umfasst zum Jahr 2015 rund 250 Mitglieder, die aktiv oder passiv den Aufbau und Unterhalt des Museums betreiben.

## Exponate
Eine Besichtigung der vorhandenen Fahrzeuge, Anhänger, Handdruckspritzen, pferdegezogenen Gespanne, Dampfspritzen, Motorräder, Löschkarren und historischen Leitern ist nicht möglich. Diese Großexponate sind in Depots, beispielsweise in der Kongresshalle Nürnberg und der ehemaligen Unterpflasterstrecke nicht für die Öffentlichkeit zugänglich.
| Typ           | Baujahr | Hersteller |
| Fahrzeuge     |         | |
| ------------- | ------- | --- |
|               | 1964    | Faun - Hersteller: Faun - Fahrzeugtyp: Löschgruppenfahrzeug - Tag der Erstzulassung: 3. Februar 1964 - Fahrgestell-Hersteller: Faun-Werke - Typ: F 24 DL/320F - Fabriknummer: 1190/0503 - Motor Hersteller: Klöckner-Humboldt-Deutz - Typ: F4L 712 - Antriebsart: 4 Zylinder Reihe, Diesel, luftgekühlt - Leistung bei 1/min: 47 kW bei 2800 - Hubraum: 3400 cm3 - Höchstgeschwindigkeit: 88 km/h - Aufbau Hersteller: Klöckner-Humboldt-Deutz - Art: geschlossener Kasten - Sitzplätze: 9 - Leergewicht: 3180 kg - Zul. Gesamtgewicht: 5280 kg - Im Einsatz bis: 2000 |
|               | 1940    | Ford - Hersteller: Ford - Fahrzeugtyp: Löschgruppenfahrzeug - Tag der Erstzulassung: 1940 - Fahrgestell Hersteller: Ford (USA) - Typ: - Fabriknummer: 99T-213.763 - Motor Hersteller: Ford (USA) - Typ: V8 Flathead - Antriebsart: 8 Zylinder V, Ottomotor, wassergekühlt - Leistung bei 1/min: 63 kW - Hubraum: 3600 cm3 - Höchstgeschwindigkeit: 75 km/h - Aufbau Hersteller: Eigenbau José Peixote (Braga) - Art: Kabine - Sitzplätze: 12 - Leergewicht: 3500 kg - Zul. Gesamtgewicht: - Im Einsatz bis: 1978 |
|               | 1952    | Ford - Hersteller: Ford - Fahrzeugtyp: Löschgruppenfahrzeug - Tag der Erstzulassung: 28. August 1952 - Fahrgestell Hersteller: Ford - Typ: FK 2000 - Fabriknummer: 5436152 - Motor Hersteller: Ford - Typ: G 38 S - Antriebsart: Ottomotor - Leistung bei 1/min: 38 kW - Hubraum: 3285 cm3 - Höchstgeschwindigkeit: 85 km/h - Aufbau Hersteller: Carl Metz - Art: LF 8 - 31305 - 09 - Sitzplätze: 8 - Leergewicht: 1800 kg - Zul. Gesamtgewicht: 4000 kg - Im Einsatz bis: |
|               | 1972    | Ford - Hersteller: Ford - Fahrzeugtyp: Sonstige - Tag der Erstzulassung: 24. März 1972 - Fahrgestell Hersteller: Ford-Werke AG Köln - Typ: 81 E 4 SA - Fabriknummer: GB81 MB177907 - Motor Hersteller: Ford-Werke AG Köln - Typ: MXB - Antriebsart: 4 Zylinder V, Ottomotor, wassergekühlt - Leistung bei 1/min: 48 kW bei 4800 - Hubraum: 1688 cm3 - Höchstgeschwindigkeit: 108 km/h - Aufbau Hersteller: Ford-Werke AG Köln / Bachert - Art: geschl. Kasten - Sitzplätze: 6 - Leergewicht: 1770 kg - Zul. Gesamtgewicht: 3000 kg - Im Einsatz bis: Oktober 2004 |
|               | 1944    | General Motors Corporation (GMC) - Hersteller: GMC (General Motors Corporation) - Fahrzeugtyp: Drehleiter - Tag der Erstzulassung: 11. August 1949 - Fahrgestell Hersteller: GMC - Typ: CCKW353 G2 - Fabriknummer: 454 028 - Motor Hersteller: GMC - Typ: GMC270 - Antriebsart: 6 Zylinder Reihe, Otto, wassergekühlt - Leistung bei 1/min: 63 kW bei 2750 - Hubraum: 4415 cm3 - Höchstgeschwindigkeit: 65 km/h - Art: Drehleiter 17 m - Sitzplätze: 6 - Leergewicht: 5650 kg - Zul. Gesamtgewicht: 8000 kg - Im Einsatz bis: März 1979 |
|               | 1950    | Hanomag - Hersteller: Hanomag - Fahrzeugtyp: Drehleiter - Tag der Erstzulassung: 20. Januar 1964 - Fahrgestell Hersteller: Rheinstahl Hanomag AG - Typ: Garant – L - Fabriknummer: 3581243 - Motor Hersteller: Rheinstahl Hanomag AG - Typ: D28GLA - Antriebsart: Diesel - Leistung bei 1/min: 48 kW bei 2800 - Hubraum: 2780 cm3 - Höchstgeschwindigkeit: 76,5 km/h - Aufbau Hersteller: Gebr. Bachert - Art: Drehleiter DL 14 - Sitzplätze: 2 - Leergewicht: 3920 kg - Zul. Gesamtgewicht: 5000 kg - Im Einsatz bis: 30. Juli 1992 |
|               | 1942    | Klöckner-Deutz - Hersteller: Klöckner-Humboldt-Deutz / Magirus - Fahrzeugtyp: Löschgruppenfahrzeug GLG (LF 25) - Tag der Erstzulassung: 1942 - Fahrgestell Hersteller: Klöckner-Humboldt-Deutz - Typ: S 4500 - Fabriknummer: 9409/166 - Motor Hersteller: Klöckner-Humboldt-Deutz - Typ: GM145 - Antriebsart: 6 Zylinder Reihe, Diesel, luftgekühlt - Leistung bei 1/min: 92 kW - Hubraum: 7270 cm3 - Höchstgeschwindigkeit: 75 km/h - Aufbau Hersteller: Klöckner-Humboldt-Deutz - Art: geschlossener Kasten - Sitzplätze: 10 - Leergewicht: 6500 kg - Zul. Gesamtgewicht: 10720 kg - Im Einsatz bis: 24. November 1993                                                   |
|               | 1958    | Kramer - Hersteller: Kramer - Fahrzeugtyp: Sonstige - Tag der Erstzulassung: 1958 - Fahrgestell Hersteller: Kramer - Typ: KA 15 - Fabriknummer: - Motor Hersteller: Klöckner-Humboldt-Deutz (umgebaut) - Typ: F2 L 712 - Antriebsart: Diesel - Leistung bei 1/min: 19 kW - Hubraum: 1700 cm3 - Höchstgeschwindigkeit: 6 km/h - Aufbau Hersteller: Kramer / BF Nürnberg - Art: Bulldog - Sitzplätze: 1 + 18 - Leergewicht: 1100 - Zul. Gesamtgewicht: - Im Einsatz bis: |
|               | 1950    | Magirus-Deutz - Hersteller: Klöckner-Humboldt-Deutz / Magirus - Fahrzeugtyp: Drehleiter DL 22 - Tag der Erstzulassung: 1950 - Fahrgestell Hersteller: Klöckner-Humboldt-Deutz - Typ: S3500 - Fabriknummer: 9264/1626 - Motor Hersteller: Klöckner-Humboldt-Deutz - Typ: F4L 514 - Antriebsart: 4 Zylinder Reihe, Diesel, luftgekühlt - Leistung bei 1/min: 63 kW - Hubraum: 5322 cm3 - Höchstgeschwindigkeit: 65 km/h - Aufbau Hersteller: Magirus Ulm - Art: Erweitertes Führerhaus - Sitzplätze: 6 - Leergewicht: 6000 kg - Zul. Gesamtgewicht: 7200 kg - Im Einsatz bis: August 1991                                                                                    |
|               | 1962    | Magirus-Deutz - Hersteller: Klöckner-Humboldt-Deutz / Magirus - Fahrzeugtyp: Löschgruppenfahrzeug LF 16 - Tag der Erstzulassung: 5. September 1962 - Fahrgestell Hersteller: Klöckner-Humboldt-Deutz - Typ: F Mercur 145 - Fabriknummer: 540.0101.312 - Motor Hersteller: Klöckner-Humboldt-Deutz - Typ: F6L 714 - Antriebsart: 6 Zylinder V, Diesel, luftgekühlt - Leistung bei 1/min: 107 kW bei 2300 - Hubraum: 9500 cm3 - Höchstgeschwindigkeit: 83 km/h - Aufbau Hersteller: Klöckner-Humboldt-Deutz - Art: geschlossener Kasten - Sitzplätze: 9 - Leergewicht: 6000 kg - Zul. Gesamtgewicht: 10000 kg - Im Einsatz bis: 31. Juli 2002                                |
|               | 1970    | Magirus-Deutz - Hersteller: Klöckner-Humboldt-Deutz / Magirus - Fahrzeugtyp: Löschgruppenfahrzeug LF 8-TS - Tag der Erstzulassung: 28. August 1970 - Fahrgestell Hersteller: Klöckner-Humboldt-Deutz - Typ: F110D7FA - Fabriknummer: 430.0008.084 - Motor Hersteller: Klöckner-Humboldt-Deutz - Typ: F6L 912 - Antriebsart: Diesel - Leistung bei 1/min: 81 kW bei 2800 - Hubraum: 5616 cm3 - Höchstgeschwindigkeit: 83 km/h - Aufbau Hersteller: Klöckner-Humboldt-Deutz - Art: geschlossener Kasten - Sitzplätze: 9 - Leergewicht: 5035 kg - Zul. Gesamtgewicht: 7495 kg - Im Einsatz bis: November 2002                                                                 |
| SKW           | 1969    | Magirus-Deutz |
|               | 1954    | Magirus-Deutz - Hersteller: Klöckner-Humboldt-Deutz / Magirus - Fahrzeugtyp: Tanklöschfahrzeug TLF 15 - Tag der Erstzulassung: 18. Februar 1954 - Fahrgestell Hersteller: Klöckner-Humboldt-Deutz - Typ: S3500 - Fabriknummer: 19303/381 - Motor Hersteller: Klöckner-Humboldt-Deutz - Typ: F6L614 - Antriebsart: 6 Zylinder V, Diesel, luftgekühlt - Leistung bei 1/min: 92 kW bei 2300 - Hubraum: 7927 cm3 - Höchstgeschwindigkeit: ca. 75 km/h - Aufbau-Hersteller: C. Metz Karlsruhe - Art: geschlossener Kasten - Sitzplätze: 6 - Leergewicht: 6200 kg - Zul. Gesamtgewicht: 9200 kg - Im Einsatz bis: 6. Mai 1971 (BF Nürnberg), - 14. Februar 1991 (Fa. Stabernack) |
|               | 1956    | Magirus-Deutz - Hersteller: Klöckner-Humboldt-Deutz / Magirus - Fahrzeugtyp: Tanklöschfahrzeug TLF 16 - Tag der Erstzulassung: 30. Oktober 1956 - Fahrgestell Hersteller: Klöckner-Humboldt-Deutz - Typ: A3500 - Fabriknummer: 513.0075.004 - Motor Hersteller: Klöckner-Humboldt-Deutz - Typ: F6L 614 - Antriebsart: 6 Zylinder V, Diesel, luftgekühlt - Leistung bei 1/min: 92 kW bei 2300 - Hubraum: 7983 cm3 - Höchstgeschwindigkeit: 80 km/h - Aufbau-Hersteller: Magirus (Nr. 916109) - Art: geschlossener Kasten - Sitzplätze: 6 - Leergewicht: 5660 kg - Zul. Gesamtgewicht: 9300 kg - Im Einsatz bis: 1981                                                        |
|               | 1957    | Magirus-Deutz - Hersteller: Klöckner-Humboldt-Deutz / Magirus - Fahrzeugtyp: Tanklöschfahrzeug TLF 16 - Tag der Erstzulassung: 1. Juli 1957 - Fahrgestell Hersteller: Klöckner-Humboldt-Deutz - Typ: A3500/6 - Fabriknummer: 513.0075.021 - Motor Hersteller: Klöckner-Humboldt-Deutz - Typ: F6L 614 - Antriebsart: 6 Zylinder V, Diesel, luftgekühlt - Leistung bei 1/min: 92 kW bei 2300 - Hubraum: 7983 cm3 - Höchstgeschwindigkeit: 83 km/h - Aufbau Hersteller: Klöckner-Humboldt-Deutz - Art: geschlossener Kasten - Sitzplätze: 6 - Leergewicht: 5670 kg - Zul. Gesamtgewicht: 9300 kg - Im Einsatz bis: August 1999                                                |
|               | 1975    | MAN - Hersteller: MAN - Fahrzeugtyp: Drehleiter DLK 23/12 - Tag der Erstzulassung: 18. September 1975 - Fahrgestell Hersteller: MAN - Typ: 13.168 H-DL - Fabriknummer: 17100180022 - Motor Hersteller: MAN - Typ: D0846 HMY - Antriebsart: 6 Zylinder Reihe, Diesel, wassergekühlt - Leistung bei 1/min: 124 kW bei 2500 - Hubraum: 7207 cm3 - Höchstgeschwindigkeit: 100 km/h - Aufbau-Hersteller: Magirus / Ulm - Art: Drehleiter mit Korb - Sitzplätze: 7 - Leergewicht: 11600 kg - Zul. Gesamtgewicht: 13800 kg - Im Einsatz bis: Mai 2009 |
|               | 1964    | MAN - Hersteller: MAN - Fahrzeugtyp: Einsatzleit- und Dienstwagen ELW (ehemals THW Nürnberg-Süd) - Tag der Erstzulassung: - Fahrgestell Hersteller: MAN - Typ: 630 L2 A - Fabriknummer: - Motor Hersteller: MAN - Typ: D 1246 MV3A - Antriebsart: 6 Zylinder R, Vielstoff, wassergekühlt - Leistung bei 1/min: 96 kW bei 2000 - Hubraum: 8250 cm3 - Höchstgeschwindigkeit: 68 km/h - Aufbau Hersteller: Glas Dingolfing - Art: Koffer - Sitzplätze: 3 - Leergewicht: 7500 kg - Zul. Gesamtgewicht: 13000 kg - Im Einsatz bis: 06/2006 |
|               | 1962    | MAN - Hersteller: MAN - Fahrzeugtyp: Löschgruppenfahrzeug LF 16 - Tag der Erstzulassung: - Fahrgestell Hersteller: MAN - Typ: - Fabriknummer: - Motor Hersteller: MAN - Typ: - Antriebsart: 6 Zylinder Reihe, Diesel, wassergekühlt - Leistung bei 1/min: - Hubraum: - Höchstgeschwindigkeit: - Aufbau Hersteller: C.Metz Karlsruhe - Art: geschlossener Kasten - Sitzplätze: 9 - Leergewicht: - Zul. Gesamtgewicht: - Im Einsatz bis: |
| LF 16         | 1973    | MAN |
|               | 1965    | MAN - Hersteller: MAN - Fahrzeugtyp: LKW 2 - Tag der Erstzulassung: 27. September 1965 - Fahrgestell Hersteller: MAN - Typ: 520 HA, Achsstand 4200 mm - Fabriknummer: 820 035 - Motor Hersteller: MAN - Typ: D 0026 M2 - Antriebsart: 6 Zylinder Reihe, Diesel, wassergekühlt - Leistung bei 1/min: 88 kW bei 2700 - Hubraum: 5850 cm3 - Höchstgeschwindigkeit: 78,5 km/h - Aufbau Hersteller: MAN - Art: offener Kasten, Pritsche 5000 mm - Sitzplätze: 3 - Leergewicht: 4900 kg - Zul. Gesamtgewicht: 10400 kg - Im Einsatz bis: 1998 |
|               | 1955    | MAN - Hersteller: MAN - Fahrzeugtyp: Kranwagen RKW 10 - Tag der Erstzulassung: 26. April 1955 - Fahrgestell Hersteller: MAN - Typ: 758 L1 - Fabriknummer: 100820-41 - Motor Hersteller: MAN - Typ: D 1048 M - Antriebsart: 8 Zylinder Dieselmotor - Leistung bei 1/min: 114 kW - Hubraum: 10570 cm3 - Höchstgeschwindigkeit: 75 km/h - Aufbau Hersteller: Haube und Kabine MAN F8 - Geräte- u. Kranaufbau Metz - Art: geschlossener Kasten - Sitzplätze: 8 - Leergewicht: 14310 kg - Zul. Gesamtgewicht: 15830 kg - Im Einsatz bis: Oktober 1978 |
| TLF 16        | 1968    | MAN |
|               | 1986    | Mercedes-Benz - Hersteller: Mercedes-Benz - Fahrzeugtyp: Einsatzleit- und Dienstwagen DW 1 - Tag der Erstzulassung: 29. April 1986 - Fahrgestell Hersteller: Mercedes-Benz - Typ: 250 D (W124D) - Fabriknummer: WDB1241251A218879 - Motor Hersteller: Mercedes-Benz - Typ: OM602 - Antriebsart: 5 Zylinder Reihe, Diesel, wassergekühlt - Leistung bei 1/min: 66 kW bei 2800 - Hubraum: 2497 cm3 - Höchstgeschwindigkeit: 175 km/h - Aufbau Hersteller: Mercedes-Benz - Art: Limousine - Sitzplätze: 5 - Leergewicht: 1320 kg - Zul. Gesamtgewicht: 1840 kg - Im Einsatz bis: 5. Mai 2008                                                                                  |
|               | 1959    | Mercedes-Benz - Hersteller: Mercedes-Benz - Fahrzeugtyp: Löschgruppenfahrzeug LF 16 - Tag der Erstzulassung: 16. Oktober 1959 - Fahrgestell Hersteller: Daimler-Benz AG Mannheim - Typ: LAF 311 - Fabriknummer: 312.124-9508174 - Motor Hersteller: Daimler-Benz AG Mannheim - Typ: OM 312A - Antriebsart: 6 Zylinder Reihe, Diesel, wassergekühlt - Leistung bei 1/min: 85 kW bei 2800 - Hubraum: 4580 cm3 - Höchstgeschwindigkeit: 80 km/h - Aufbau Hersteller: C. Metz Karlsruhe - Art: geschlossener Kasten - Sitzplätze: 9 - Leergewicht: 5590 kg - Zul. Gesamtgewicht: 9000 kg - Im Einsatz bis: 10. Mai 2005                                                        |
| LF 8-TS       | 1965    | Mercedes-Benz |
| TLF 16        | 1957    | Mercedes-Benz |
|               |         | Faun - Hersteller: Faun - Fahrzeugtyp: Sonstige - Tag der Erstzulassung: - Fahrgestell Hersteller: Zweirad Union AG NBG - Typ: - Fabriknummer: 540.9000.019 - Motor Hersteller: Zweirad Union AG Nbg - Typ: - Antriebsart: 2-Takt - Leistung bei 1/min: 13,5 kW - Hubraum: 400 cm3 - Höchstgeschwindigkeit: - Aufbau Hersteller: - Art: - Sitzplätze: 1 - Leergewicht: 600 - Zul. Gesamtgewicht: 1200 - Im Einsatz bis: 2000 |
|               |         | Faun - Hersteller: Faun - Fahrzeugtyp: Sonstige - Tag der Erstzulassung: - Fahrgestell Hersteller: Zweirad Union AG NBG - Typ: - Fabriknummer: 541.9000.117 - Motor Hersteller: Zweirad Union AG NBG - Typ: - Antriebsart: 2-Takt - Leistung bei 1/min: 13,5 kW - Hubraum: 400 cm3 - Höchstgeschwindigkeit: - Aufbau Hersteller: - Art: - Sitzplätze: 1 - Leergewicht: 600 - Zul. Gesamtgewicht: 1610 - Im Einsatz bis: 2000 |
|               |         | Faun - Hersteller: Faun - Fahrzeugtyp: Sonstige - Tag der Erstzulassung: - Fahrgestell Hersteller: Zweirad Union AG NBG - Typ: - Fabriknummer: 540.9000.017 - Motor Hersteller: Zweirad Union AG NBG - Typ: - Antriebsart: 2-Takt - Leistung bei 1/min: 13,5 kW - Hubraum: 400 cm3 - Höchstgeschwindigkeit: - Aufbau Hersteller: - Art: - Sitzplätze: 3 - Leergewicht: 600 - Zul. Gesamtgewicht: 1200 - Im Einsatz bis: |
|               |         | Faun - Hersteller: Faun - Fahrzeugtyp: Sonstige - Tag der Erstzulassung: - Fahrgestell Hersteller: Zweirad Union AG NBG - Typ: - Fabriknummer: - Motor Hersteller: Zweirad Union AG NBG - Typ: - Antriebsart: 2-Takt - Leistung bei 1/min: - Hubraum: - Höchstgeschwindigkeit: - Aufbau Hersteller: Zweirad Union AG NBG - Art: - Sitzplätze: 3 - Leergewicht: - Zul. Gesamtgewicht: - Im Einsatz bis: 2000 |
| Anhänger      |         | |
| Pulverlöscher |         | |